# Mikrokosmos23
Mikrokosmos23 ist eine deutsche Emo-Band, die 2005 in Meißen gegründet wurde. 

## Geschichte
Der Name der Band bezieht sich auf die Nummer ihres ersten Proberaums in Meißen. Nachdem Mikrokosmos23 ihre erste Veröffentlichung bei einem DIY-Label aus Hamburg veröffentlichten, erspielten sie sich schnell einen Ruf als Liveband. 2008 erschien eine limitierte 10-Inch zusammen mit Captain Planet und Matula, auf der das erste Mal Gitarrist Mathias Starke zu hören ist. Die EP war innerhalb von zehn Monaten ausverkauft.
Das Nachfolgealbum Memorandum produzierte die Band mit Kurt Ebelhäuser im Frühjahr 2009. Es erschien anderthalb Jahre später bei unterm durchschnitt. Ihre erste Singleveröffentlichung Knightrider Generation lief acht Wochen lang bei MTV auf Rotation.
Als einzige deutsche Band wurden Mikrokosmos23 vom Magazin Intro in der Zeitleiste der Entwicklung des Emo-Phänomens genannt.

## Diskografie
- 2006: Mikrokosmos²³ (Kids In Misery, EP)
- 2007: Als wir jung waren ist Jetzt (Kids In Misery, LP, CD)
- 2008: Planke - Matula - Mikrokosmos²³ - Captain Planet - 4 Way-Split (Kids In Misery, Split-EP)
- 2010: Memorandum (unterm durchschnitt, LP/CD/DL)
- 2010: Knightrider Generation (unterm durchschnitt, Single)
- 2011: 20 Jahre Intro. Teil 6: Emo (Split-Single mit Adolar, Intro Verlags GmbH, 2011)
- 2012: Ein Geschenk (unterm durchschnitt, EP)
- 2013: Alles lebt. Alles bleibt (Unter Schafen Records (AL!VE), CD, Veröffentlichung: 25. Januar 2013)